# منغ جيا
منغ جيا (بالصينية: 孟佳ولدت في 3 فبراير 1989)، والمعروفة باسم جيا، هي مغنية وممثلة صينية. كانت عضوًا في فرقة الفتيات الكورية الجنوبية ميس أي حتى انتهى عقدها في مايو 2016. بعد المغادرة، وقعت منغ جيا مع Banana Culture Music في عام 2016 لمواصلة أنشطتها الفردية في الصين.

## حياتها

### 1989–2009: الحياة المبكرة وبدايات المهنة
ولدت منغ جيا في 3 فبراير 1989، وكانت الطفلة الوحيدة لعائلتها. التحقت بالمدرسة في بكين، حيث تم توظيفها من قبل شركة جاي واي بي إنترتينمنت في عام 2007. التحقت لاحقًا بمعهد سول للفنون.
كانت عضوة سابقة في النسخة الصينية من Wonder Girls 'Sisters، لكنها ألغت مشاركتها بسبب تغيير الأعضاء والمتدربين. في عام 2009 ظهرت في الفيديو الموسيقي "My Color" لفرقة تو بي إم إلى جانب وانغ فاي فاي.

## روابط خارجية
- منغ جيا على موقع IMDb (الإنجليزية)
- منغ جيا على موقع ميوزك برينز (الإنجليزية)
- منغ جيا على موقع ديسكوغز (الإنجليزية)